# Geolycosa latifrons
Geolycosa latifrons là một loài nhện trong họ Lycosidae.
Loài này thuộc chi Geolycosa. Geolycosa latifrons được M. E. Montgomery miêu tả năm 1904.